# Intelligent Design
Intelligent Design (dt.: ‚intelligenter Entwurf‘, ‚intelligente Gestaltung‘; abgekürzt ID) ist die kreationistische Auffassung, dass sich bestimmte Eigenschaften des Universums und des Lebens auf der Erde nur durch einen intelligenten Urheber erklären lassen und nicht durch einen Vorgang ohne solche Leitung, wie die natürliche Selektion.
Diese Idee wurde etwa seit Mitte der 1980er Jahre von einer Gruppe US-amerikanischer Neokreationisten entwickelt. Nahezu alle führenden Vertreter des Intelligent Design, wie etwa Phillip Johnson, Michael J. Behe und William A. Dembski stehen in Verbindung mit dem „Center for Science and Culture“, einer Einrichtung des christlich-konservativen Discovery Institute. Vertreter des Intelligent Design behaupten, ihre Forschungen seien nur von Erkenntnisinteresse geleitet und stünden nicht in Zusammenhang mit religiösem Glauben oder bestimmten christlichen Bekenntnissen; sie distanzieren sich gelegentlich sogar von einigen biblisch-fundamentalistischen Spielarten des Kreationismus. Ihre Kritiker sind sich aber einig darin, dass sie ihre Behauptungen aus der Kreationismus-Kontroverse vor allem deshalb abänderten, um gerichtliche Entscheidungen zu umgehen, die es in den USA verbieten, religiöse Inhalte wie den klassischen Kreationismus als Schulfach zu unterrichten.
Nach Selbstdarstellung der Befürworter ist Intelligent Design eine wissenschaftliche Theorie. Nach ihrer Einschätzung sind Konzepte des ID wie dasjenige der „nichtreduzierbaren Komplexität“ und der „spezifizierten Komplexität“ testbare wissenschaftliche Hypothesen. Den klassischen Evolutionsbiologen werfen sie außerdem deren methodischen Naturalismus vor, der nur eine materialistische Philosophie sei, während sie selbst unbefangen keine Erklärungsmöglichkeit, also auch keine übernatürliche, ausschließen würden.
Die Wissenschaftsgemeinde sieht Intelligent Design nicht als wissenschaftlich an. Die U.S. National Science Teachers Association hat Intelligent Design als Pseudowissenschaft bewertet. Dieser Bewertung haben sich Teile der Wissenschaftsgemeinde ausdrücklich angeschlossen, während andere der Auffassung sind, dass es eher als ‚Junk Science‘ angesehen werden muss.

## Vorgeschichte
Intelligent Design entstand als Antwort auf das Urteil des United States Supreme Court im Fall Edwards vs. Aguillard im Jahr 1987, bei dem es um die Trennung von Staat und Kirche ging. Daraufhin stellte ein im Jahr 1989 erstmals erschienenes Schulbuch für den Biologieunterricht, Of Pandas and People, die kreationistische Lehre als wissenschaftliche Theorie, nicht mehr als Glaubensinhalt, dar. Weitere Bücher darüber erschienen in den 1990er Jahren. Mitte der 1990er wurden die Vertreter des Intelligent Designs nach und nach im Umfeld des Discovery Institute aktiv und begannen, für die Aufnahme von Intelligent Design in den Lehrplan öffentlicher Schulen zu werben.
Durch die zentrale Rolle, die das Discovery Institute und sein Center for Science and Culture bei Organisation und Finanzierung spielte, drang die Intelligent-Design-Bewegung in den späten 1990ern und den frühen 2000ern verstärkt in die Öffentlichkeit.
Die Absicht, im öffentlichen Schulunterricht Intelligent Design als alternative Erklärung für den Ursprung des Lebens darzustellen, mündete schließlich im Verfahren Kitzmiller vs. Dover Area School District. Eltern griffen einen Erlass an, gemäß dem Intelligent Design im Biologieunterricht dargestellt werden sollte. Der vorsitzende Bezirksrichter John E. Jones III entschied, Intelligent Design sei keine Wissenschaft und könne sich „nicht von seinen kreationistischen und daher religiösen Wurzeln lösen“. Daher, so sein Urteil, verletze es die Establishment Clause des ersten Verfassungszusatzes der US-amerikanischen Verfassung, wonach es der Regierung verboten ist, eine Staatsreligion einzuführen oder Handlungen vorzunehmen, die in unangemessener Weise eine Religion bzw. Nicht-Religion bevorzugen.

### Ursprung des Begriffs
Vor der modernen Verwendung ab den 1980er Jahren wurde der Ausdruck Intelligent Design bereits einige Male in ähnlichem Sinne verwendet, diese Verwendungen blieben aber vereinzelt und ohne öffentliche Resonanz. Immerhin taucht der Begriff bereits 1861 in einem Brief Darwins an John Herschel auf. Lord Kelvin, Anhänger einer theistisch gesteuerten Evolution, verwendete „intelligent and benevolent design“ etwa 1871 in einem Bericht des 41. Zusammentreffens der British Association for the Advancement of Science, in dem er gegen die darwinsche Evolutionstheorie argumentierte. Ebenfalls auf einem Jahrestreffen der British Association for the Advancement of Science im Jahr 1873 verwendete der Botaniker George James Allman den Begriff „intelligent design“, da er die Entwicklung des Protoplasmas durch Evolution für unmöglich hielt.
Der moderne Gebrauch des Begriffs begann, nachdem der Supreme Court der Vereinigten Staaten im Fall Edwards v. Aguillard (1987) entschied, dass der Kreationismus im Lehrplan von öffentlichen Schulen verfassungswidrig sei. Dem Journalisten William Safire zufolge berichtete Stephen C. Meyer, Mitgründer des Discovery Institute und Vizepräsident des Center for Science and Culture, dass die Bezeichnung 1988 bei einer von ihm besuchten Konferenz namens Sources of Information Content in DNA in Tacoma aufkam. Er schreibt die Wendung Charles Thaxton zu, dem Herausgeber von Of Pandas and People. In frühen Entwürfen des Buchs wurde das Wort creationism (Kreationismus) verwendet, jedoch nach der Gerichtsentscheidung quasi ohne Ausnahme durch intelligent design ersetzt. Die Verwendung des Begriffs wurde von dem emeritierten Rechtswissenschaftler Phillip E. Johnson mit seinem Buch Darwin on Trial (1991) breiter in der Öffentlichkeit bekannt gemacht. Er sprach sich dafür aus, die Naturwissenschaft so umzudefinieren, dass sie Behauptungen einer übernatürlichen Schöpfung zuließe. Johnson, im Allgemeinen als der Vater der Intelligent-Design-Bewegung angesehen, arbeitete in der Folge mit Meyer zusammen.
Heute wird der Begriff Intelligent Design oft mit der gleichnamigen Bewegung gleichgesetzt. Der Marketing-Experte Brian Collins sprach hier von gezieltem Branding, einer modernen Marketing-Strategie, welche die Bewegung in seinen Augen anwende, um bestimmte Begriffe für sich zu vereinnahmen.
Neben der Verwendung innerhalb der Intelligent-Design-Bewegung wurde der Begriff und das Konzept z. B. auch von der Neuen Religiösen Bewegung der Raelianer aufgegriffen.

### Ursprung des Konzepts
Intelligent Design knüpft an die Physikotheologie des Deismus in der englischen Aufklärung an, die von einem physikalisch-quantitativ erklärten Universum ausgeht, dessen vortreffliche Komplexität und innere Stimmigkeit auf einen intelligenten überweltlichen Urheber verweise. Eine Form dieses Arguments stammt vom englischen Theologen William Paley in seinem Buch Natural Theology (1802). Paley schloss auf Grund der Komplexität und Funktionalität der belebten Natur auf einen personalen göttlichen Planer. Zur Begründung dieser Idee wählte Paley eine Analogie, wonach der fein abgestimmte Bau technischer Gegenstände (Artefakte), wie z. B. einer Uhr, nur den Schluss zulasse, dass sie ein Zwecksetzer hervorgebracht habe, der mit Verstand ausgestattet und deswegen in der Lage gewesen sei, seine Konstruktion zu verstehen. (Dies wird als Uhrmacher-Analogie bezeichnet und, obgleich sich die modernen Ansätze der Intelligent Design-Vertreter etwas unterscheiden, noch heute in ihrer Argumentation verwendet.)
Intelligent Design kann als moderne Neufassung der ‚natürlichen Theologie‘ betrachtet werden. In dem gleichen Maße wie die Evolutionstheorie erweitert und verfeinert wurde und damit mehr Phänomene erklärte, haben sich die Beispiele verändert, die als Belege für Intelligent Design hochgehalten werden. Jedoch ist das grundsätzliche Argument das gleiche geblieben: Komplexe Systeme sollen einen Designer implizieren. In der Vergangenheit umfassten die verwendeten Beispiele das Auge (optisches System) und den gefiederten Flügel; da beide Beispiele inzwischen von den Naturwissenschaften schlüssig ohne Designer erklärt werden konnten, finden sich die gegenwärtigen Beispiele auf der schlechter erforschten biochemischen Ebene: Proteinfunktionen, Blutgerinnung und Bakteriengeißeln (siehe nichtreduzierbare Komplexität).
Intelligent Design versucht absichtlich nicht, einen intelligenten Akteur zu identifizieren oder zu bezeichnen – es behauptet lediglich, dass einer (oder mehrere) existieren müssen. Dessen ungeachtet ist es die persönliche Ansicht von allen prominenten Befürwortern, dass es der (christliche) Gott sei.

## Überblick
Intelligent Design wurde zu Ausgang des 20. Jahrhunderts in den USA als evangelikaler Gegenentwurf zu den biologischen und naturwissenschaftlichen Erklärungen zur Entstehung des Lebens und zum Teil als neokonservativer Kampfbegriff gegen die naturwissenschaftliche Evolutionstheorie konzipiert. Es steht im Widerspruch zur synthetischen Evolutionstheorie der Biowissenschaften, die die Entstehung der Lebewesen durch beobachtbare Vorgänge wie Mutation, Rekombination und Selektion erklären und diese Erklärung durch Experimente und das Sammeln wissenschaftlicher Daten fortwährend prüfen.
Sein erklärter Zweck ist zu untersuchen, ob man aus den empirischen Belegen schließen kann, dass das Leben auf der Erde durch die schöpferische Handlung eines oder mehrerer intelligenter handelnder Urheber entstand. Der Mathematiker und Theologe William Dembski, einer der führenden Vertreter von Intelligent Design, nannte als zentrale Behauptung, dass natürliche Systeme nicht hinreichend durch ungeleitete natürliche Vorgänge erklärt werden könnten und dass sie Merkmale zeigten, die wir in jedem anderen Zusammenhang einer Intelligenz zuschreiben würden.
Befürworter von Intelligent Design unterscheiden in der Natur zwei Formen von Ursachen; physikalische und intelligente Ursachen. Während die herrschende Wissenschaft, aus dogmatischen Gründen, intelligente Ursachen in der Natur von vornherein ausschließe, zeige Intelligent Design gerade auf, dass die Welt ohne solche intelligenten Eingriffe überhaupt nicht erklärbar sei. Diese Zeugnisse für ein intelligentes Eingreifen wären eigentlich offensichtlich, würden aber von Wissenschaftlern ignoriert oder wegerklärt. Durch die Verengung der Forschung ausschließlich auf natürliche Gründe sei diese nicht mehr imstande, Gottes Wirken in der Natur zu erkennen. Eine Erklärung durch Design wäre dann erforderlich, wenn das untersuchte Phänomen durch natürliche Erklärungen nicht erklärbar sei. Die am häufigsten genannten Merkmale sind nichtreduzierbare Komplexität, Informationsmechanismen und spezifizierte Komplexität. Diese seien durch die materialistische Lehre, durch Wirken des Zufalls, unerklärbar. Die Intelligent-Design-Anhänger argumentieren, dass sich bei Lebewesen eines oder mehrere dieser Merkmale feststellen ließen, woraus sie schlussfolgern, dass mindestens einige Aspekte des Lebens durch eine direkte schöpferische Handlung des Designers entstanden sein müssen.
Die Intelligent-Design-Befürworter argumentieren weiter, dass, wenn auch Belege für die Natur einer intelligenten Ursache oder eines intelligenten Akteurs nicht direkt beobachtbar seien, doch dessen Auswirkungen auf die Natur erkennbar seien. Dembski schreibt dazu:

„Befürworter sehen Intelligent Design als ein wissenschaftliches Forschungsprogramm an, welches die Auswirkungen von intelligenten Ursachen untersucht. Man muss beachten, dass dabei die Auswirkungen einer intelligenten Ursache untersucht werden, nicht die intelligenten Ursachen als solche.“

Nach dieser Sichtweise kann man innerhalb eines geschlossenen Systems die Identität von Einwirkungen, die von außerhalb dieses Systems kommen, nicht überprüfen, sodass Fragen über die Identität des Designers außerhalb der Reichweite des Konzepts liegen.

### Intelligent Design als wissenschaftliche Theorie
Vertreter des Intelligent Design argumentieren, bei ihrem Konzept handele es sich um eine wissenschaftliche Theorie, die eine Alternative zur Evolutionsbiologie (ID-Vertreter selbst bevorzugen dafür den Ausdruck Darwinismus) bilden würde. Den wissenschaftlichen Biologen werfen sie vor, diese aus lediglich ideologischen Gründen abzulehnen. Vom Intelligent-Design-Ansatz inspirierte Aufsätze werden in peer-reviewten wissenschaftlichen Fachzeitschriften nicht veröffentlicht und gelten daher nicht als wissenschaftliche Publikationen. Auch darin wird eine ideologische, keine fachlich begründete Ungleichbehandlung unterstellt. Diese Kritik wird von wissenschaftlicher Seite zurückgewiesen. Naturwissenschaftler akzeptieren keine Theorien oder Hypothesen, die nicht auf dem Fundament des methodischen Naturalismus stehen, die also außernatürliche oder übernatürliche Einflüsse zur Erklärung von beobachtbaren Fakten zulassen. Der Grund dafür ist, dass solche Theorien nicht mehr überprüfbar („falsifizierbar“) wären, da niemand wissen kann, was ein übernatürliches Wesen, aus welchen Gründen, getan haben könnte. Führende Protagonisten des ID wie Phillip E. Johnson sehen die Kontroverse im Prinzip genauso. Johnson möchte eine neue Wissenschaft begründen, die anstelle des methodischen Naturalismus auf einem „theistischen Realismus“ (theistic realism) beruht, der Gott als Schöpfer als objektive Realitätsgrundlage annimmt.
Einige Wissenschaftsphilosophen wären bereit, auch unkonventionelle Ansätze als wissenschaftlich anzuerkennen, wenn sie sich als wissenschaftlich fruchtbar erweisen, also zu unkonventionellen Einsichten oder bedeutenden Entdeckungen geführt hätten. Der Philosoph Michael Ruse hat sich unter dieser Prämisse mit Intelligent Design beschäftigt. Nach seiner Darstellung hat Intelligent Design nicht zu unerwarteten Entdeckungen geführt und er hält es im Hinblick auf David Hume auch für grundsätzlich ausgeschlossen, weil die Annahme eines Schöpfers ein „science stopper“ sei.
Auch der Anspruch der ID-Protagonisten, ihre Forschungen hätten ergeben, dass die klassischen Erklärungen der Evolutionsbiologen nicht überzeugend, unvollständig oder widersprüchlich seien, ändert an der Ablehnung nichts. Die naturwissenschaftlichen Vertreter sehen darin eine Scheinalternative. Selbst wenn die Fehlerhaftigkeit der klassischen Theorie erwiesen sei (was allerdings scharf bestritten wird), ergäbe sich nicht daraus, dass Intelligent Design die richtige Erklärung sein müsse. Auch unvollständige wissenschaftliche Hypothesen besitzen Erklärungswert, Naturwissenschaftler selbst behaupten nie, ihre Theorien wären unumstößlich oder vollkommen. Innerhalb der Evolutionsbiologie streiten Wissenschaftler ständig über verschiedene Erklärungsansätze, die allerdings immer innerhalb des naturwissenschaftlichen Rahmens bleiben. Aus inner-wissenschaftlichen Gründen sahen sie sich allerdings bisher nie veranlasst, die Evolutionstheorie als Ganzes in Frage zu stellen. Eugenie Scott, zusammen mit Glenn Branch und anderen Kritikern, hat argumentiert, dass viele der von den Intelligent-Design-Befürwortern aufgeworfenen Punkte Argumenta ad ignorantiam (Argumente aus mangelnder Vorstellungskraft, oder: Berufung auf Unwissenheit) sind. Beim argumentum ad ignorantiam werden fehlende Belege für eine Sicht irrtümlich als Beweis für die Richtigkeit einer anderen Sicht angesehen. Scott und Branch sagen, dass Intelligent Design ein solches Argument ist, weil seine Schlussfolgerung auf dem Fehlen von Erkenntnissen basiert: Daraus, dass für gewisse Aspekte der Evolution noch keine präzise natürliche Erklärung ausgearbeitet wurde, wird auf einen intelligenten Grund geschlossen. Sie wenden dagegen ein, dass die Wissenschaftler darauf antworten würden, dass das Unerklärte nicht das Unerklärbare ist und dass „wir wissen es noch nicht“ eine viel angebrachtere Antwort wäre als einen Grund außerhalb der Naturwissenschaft heranzuziehen. Intelligent Design wurde auch als Lückenbüßerargument (‘God of the gaps’) charakterisiert, das die folgende Form annimmt:
- Es gibt eine Lücke in der wissenschaftlichen Erkenntnis.
- Diese Lücke kann mit dem Wirken Gottes (bzw. eines intelligenten Designers) gefüllt werden und beweist daher die Existenz Gottes (bzw. eines intelligenten Designers).

Obwohl es keine allgemein und von allen akzeptierte Definition von Wissenschaft, oder ein hartes Kriterium, woran man sie von anderen Denksystemen unterscheiden könne, gibt, sind die meisten Naturwissenschaftler sich völlig einig darin, dass Intelligent Design die methodischen Standards einer Naturwissenschaft verfehlt. Sie gewinnt ihre Glaubwürdigkeit nicht aufgrund innerwissenschaftlicher Erklärungsprobleme, sondern aufgrund weltanschaulicher, vor allem ethischer, Probleme, die von außerhalb der Wissenschaft kommen. Dementsprechend wird Intelligent Design von Evolutionsbiologen selbst nicht einmal als Außenseiterposition vertreten. Die (wenigen) Wissenschaftler, die Positionen des Intelligent Design als Erklärungsmodell vertreten, besitzen ihre wissenschaftliche Expertise in völlig anderen Fachgebieten.
Im Licht seines offensichtlichen Scheiterns, sich an wissenschaftliche Standards zu halten, haben im September 2005 38 Nobelpreisträger eine Erklärung veröffentlicht: „Intelligent design is fundamentally unscientific; it cannot be tested as scientific theory because its central conclusion is based on belief in the intervention of a supernatural agent.“ („Intelligent Design ist prinzipiell unwissenschaftlich; es kann als wissenschaftliche Theorie nicht überprüft werden, weil die zentrale Schlussfolgerung auf dem Glauben des Eingriffs eines übernatürlichen Akteurs basiert.“)

## Einschlägige Begriffe
In philosophischen Veröffentlichungen wird gelegentlich die allgemeinere Bezeichnung design hypothesis (Designhypothese) oder argument from design (Designargument) verwandt. Diese Begriffe werden heute [2006] allerdings in einem sehr viel umfassenderen Sinn verstanden und dort auch meist nicht in dem gegen die Evolutionstheorie gerichteten Kontext verwendet, wie ihn der Begriff Intelligent Design meint, der zudem heute oft als Bezeichnung für die gleichnamige Bewegung verwendet wird. Während der eingeschränktere Begriff Intelligent Design ein personales mit Verstand ausgestattetes Wesen nahelegt, werden unter dem Begriff „Designhypothese“ im philosophischen Bereich sehr breit neben theistischen und nichttheistischen Wesen auch Prinzipien und reine Mechanismen betrachtet, welche das Universum auf ein bestimmtes Ziel hinsteuern.

### Einzelkonzepte

#### Nichtreduzierbare Komplexität

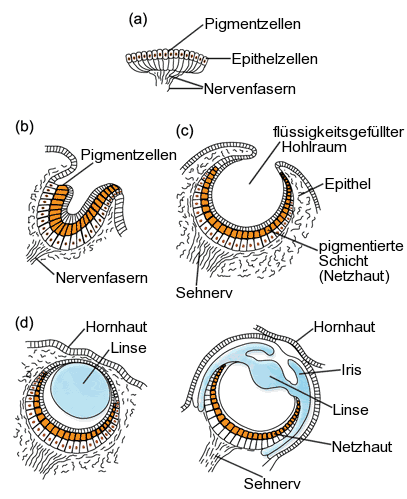
Das Auge wird – etwa von Anhängern wie Sarfati – oftmals als Beispiel für nichtreduzierbare Komplexität angeführt, lässt sich jedoch über evolutionäre Zwischenschritte erklären.
(a) Pigmentfleck
(b) Einfache pigmentierte Vertiefung
(c) Augenbecher der Seeohren
(d) kompliziertes Linsenauge von Meeresschnecken

Michael Behe, der das Konzept der nichtreduzierbaren Komplexität (auch irreduzible Komplexität, kurz IC) in die Diskussion einführte, hat ein nichtreduzierbar komplexes System definiert als

“… a single system which is composed of several well-matched interacting parts that contribute to the basic function, wherein the removal of any one of the parts causes the system to effectively cease functioning.”

„… ein einzelnes System, das aus mehreren gut aufeinander abgestimmten, sich gegenseitig beeinflussenden Teilen besteht, die zu einer grundlegenden Funktion derart beitragen, dass die Entfernung irgendeines dieser Teile das System effektiv funktionsunfähig machen würde.“

Behe benutzt die Mausefalle als veranschaulichendes Beispiel seines Konzepts. Eine Mausefalle besteht aus mehreren sich gegenseitig beeinflussenden Teilen – Platte, Haken, Feder und Schlinge – die alle entsprechend zusammengebaut sein müssen, damit die Mausefalle wie gewohnt funktioniert. Befürworter von Intelligent Design behaupten, dass die natürliche Selektion keine irreduzibel komplexen Systeme hervorbringen kann, weil die Funktionalität, auf welche die Selektion wirken kann, nur vorhanden ist, wenn alle Teile zusammengebaut sind. Behes ursprüngliche Beispiele der in seinen Augen irreduzibel komplexen biologischen Mechanismen beinhalten das Flagellum der Geißeltierchen, die Blutgerinnungskaskade, Flimmerhärchen und das anpassungsfähige Immunsystem.
Das Konzept der nichtreduzierbaren Komplexität wird von Fachleuten der Evolutionsbiologie als fehlerhafte Interpretation der Mechanismen evolutionärer Entwicklung angesehen. Es unterstellt, dass bestimmte biologische Strukturen aus Einzelteilen bestehen, die alle gleichzeitig vorhanden sein müssen, damit das Gesamtsystem funktioniert, und dass diese Strukturen daher nicht auf dem Weg schrittweiser evolutionärer Veränderungen entstanden sein könnten. Fachleute betonen jedoch, dass evolutionäre Prozesse nicht auf das plötzliche Entstehen vollständiger und funktionstüchtiger Systeme angewiesen sind. Stattdessen entstehen komplexe Strukturen typischerweise aus Vorstufen, die andere Funktionen hatten, aus redundanten oder multifunktionalen Elementen oder durch schrittweise Umbauten bereits existierender Bauelemente. Als Beispiel wird die bakterielle Geißel angeführt (Flagellum), deren angeblich unentbehrliche Bestandteile in Wirklichkeit nicht in allen Organismen gleichermaßen vorhanden sind; es existieren Bakterien mit funktionalen Geißeln, die weniger dieser Teile besitzen. Solche Befunde zeigen, dass Systeme, die als nichtreduzierbar komplex gelten, in Wirklichkeit aus Elementen zusammengesetzt sein können, die evolutionär nach und nach hinzugekommen oder umfunktioniert worden sind. Der Gedanke, ein „Designer“ müsse die Entstehung solcher Strukturen erklären, wird als methodisch unbrauchbar betrachtet, da er keine überprüfbaren Hypothesen liefert und beliebige Strukturen mit diesem Verweis erklärbar wären. Die Argumentation für nichtreduzierbare Komplexität ignoriert zudem, dass evolutionäre Entwicklung oft über „Gerüste“ verläuft: temporäre Strukturen, die während der Entstehung einer komplexen Organisation hilfreich sind, aber später überflüssig werden und wieder verschwinden können – ähnlich einem Baugerüst beim Errichten eines Bogens. Solche Prozesse sind aus der Evolution bekannt und bieten eine nachvollziehbare Erklärung für das Entstehen komplexer Strukturen ohne den Rückgriff auf nichtwissenschaftliche Annahmen.

#### Spezifizierte Komplexität
Das Konzept der spezifizierten Komplexität wurde vom Mathematiker, Philosophen und Theologen William Dembski entworfen. Dembski sagt, dass, wenn etwas spezifizierte Komplexität zeigt (d. h., wenn es gleichzeitig komplex und spezifisch ist), man schließen kann, dass es durch Intelligenz erschaffen wurde (d. h., dass es durch Design entstand) und ein natürlicher Vorgang ausgeschlossen ist. Er bietet als Beispiel, dass ein einzelner Buchstabe des Alphabets spezifisch ist, ohne komplex zu sein, während eine lange Folge von zufälligen Buchstaben komplex ist ohne spezifisch zu sein. Ein Sonett von Shakespeare hingegen sei komplex und spezifisch. Er sagt, dass die Details des Lebens ähnlich charakterisiert werden können, besonders die ‚Muster‘ der Molekülketten in funktionalen biologischen Molekülen wie der DNA.
Dembski definiert komplexe spezifizierte Information als alles, was mit einer Wahrscheinlichkeit von weniger als {\displaystyle 1:10^{150}} durch (natürlichen) Zufall entstehen kann. Kritiker sagen, dass dies das Argument zu einer Tautologie macht: Komplexe spezifizierte Information kann nicht natürlich entstehen, weil Dembski sie so definiert hat, dass die wirkliche Frage sei, ob sie tatsächlich in der Natur existiert.
Die Stichhaltigkeit von Dembskis Argument ist stark umstritten. Es gibt keine Anzeichen dafür, dass spezifizierte Komplexität sich, wie Dembski behauptet, auch auf andere Bereiche anwenden lässt. John Wilkins und Wesley Elsberry charakterisieren Dembskis „explanatory filter“ (Erklärungsfilter) als eliminativ, da er Erklärungen nacheinander entfernt: Erst Regularität, dann Zufall, um dann standardmäßig auf Design zurückzufallen. Sie argumentieren, dass dieses Verfahren als Methode zum wissenschaftlichen Schließen unbrauchbar ist, da seine asymmetrische Behandlung der verschiedenen möglichen Erklärungen zu falschen Schlussfolgerungen führen kann.
Des Weiteren ist der vorgeschlagene Filter in der Praxis ohne jede Bedeutung, da die entsprechenden Wahrscheinlichkeiten nicht bekannt sind und auch in Zukunft nicht bekannt sein werden.

#### Feinabstimmung der Naturkonstanten
Gemäß einem oft benutzten Argument der Intelligent-Design-Befürworter würden die Konstanten der physikalischen Modelle zur Beschreibung des Universums eine Feinabstimmung aufweisen, die das Leben ermögliche und die nicht auf Zufall zurückgeführt werden könne. Dieses Argument stammt nicht aus der Intelligent-Design-Bewegung selbst, sondern wird von Kosmologen diskutiert, wobei entweder die Rückführung gegenwärtiger physikalischer Modelle auf fundamentalere physikalische Theorien ohne Feinabstimmung, wie z. B. die Superstringtheorie, oder Multiversen- bzw. Ensemble-Hypothesen als wissenschaftliche mögliche Erklärungen diskutiert werden. Die Verwendung der Feinabstimmung als Argument für die Design-Hypothese wurde außerhalb der eigentlichen Intelligent-Design-Bewegung z. B. vom britischen Religionsphilosophen Richard Swinburne vertreten. Es ist auch insofern kein typisches Intelligent-Design-Argument, als es weder die Evolutionstheorie noch sonst eine gegenwärtige naturwissenschaftliche Theorie in Frage stellt.
Die postulierte Feinabstimmung umfasst physikalische Konstanten, z. B. die Stärke der Kräfte, welche die Atomkerne zusammenhalten und einige für die Entwicklung des Universums wichtige Parameter wie etwa die kosmologische Konstante. Der Intelligent-Design-Befürworter und Center for Science and Culture-Assoziierte Guillermo Gonzalez übernimmt die Position der Feinabstimmung, dass, wenn irgendeiner dieser Werte auch nur geringfügig abweichen würde, das Universum dramatisch anders wäre und sich viele chemische Elemente und Eigenschaften des Universums unmöglich hätten herausbilden können. Daher, so schließt er weiter, war für das Leben ein intelligenter Designer nötig, um sicherzustellen, dass die erforderlichen Eigenschaften dafür vorhanden waren. Wissenschaftler haben quasi einstimmig geantwortet, dass dieses Argument nicht überprüft werden kann und damit wissenschaftlich nutzlos ist. Einige argumentieren, dass, selbst wenn man es als Spekulation betrachten würde, die Argumente schlecht von den Belegen gestützt werden.
Eine Anzahl Kritiker weist auch darauf hin, dass viele der vorgebrachten Variablen miteinander in Verbindung zu stehen scheinen und dass Berechnungen von Mathematikern und Physikern darauf hindeuten, dass die Entstehung eines ähnlichen Universums relativ wahrscheinlich ist. Der Philosoph N. Bostrum argumentiert, dass selbst im Falle, dass Erklärungen wie Rückführung auf fundamentalere Theorien, welche die Konstanten verknüpfen oder eliminieren würden, nicht möglich wären, Ensemble-Hypothesen und Multiversen-Theorien wegen ihrer mathematischen Behandelbarkeit vom rational-wissenschaftlichen Standpunkt aus gesehen gegenüber der Design-Hypothese vorzuziehen wären.
Richard Swinburne schreibt hierzu allerdings: „Eine Billion Billionen Universen zu postulieren anstelle von einem Gott, scheint der Gipfel der Irrationalität zu sein.“
Ein wieder anderer Kritikpunkt ist die Frage, warum das Leben im Universum so extrem selten ist, wenn die Naturkonstanten doch so optimal für Leben abgestimmt wurden. Außerdem ist dieses Argument nicht auf Formen des Lebens anwendbar, die uns völlig unbekannt sind. Statt „Die Natur ist auf Leben feinabgestimmt“ könnte man mit gleichem Recht argumentieren „Das Leben ist auf die Natur abgestimmt“ also exakt das, was die Evolutionstheorie aussagt.

#### Der oder die Designer
Intelligent-Design-Argumente werden in weltlichen Begriffen formuliert und vermeiden es absichtlich, den durch sie postulierten intelligenten Akteur zu identifizieren. Obwohl sie nicht angeben, dass Gott der Designer ist, wird oft implizit angenommen, dass nur er als solcher eingegriffen haben kann. Während Dembski in The Design Inference spekuliert, dass eine Kultur von Außerirdischen die Bedingungen erfüllen könnte, erwähnt die offizielle Beschreibung von Intelligent Design ausdrücklich, dass bereits das Universum an sich Eigenschaften aufweist, die auf Design hindeuten. Dembski hat das Paradoxon anerkannt und zieht den Schluss „no intelligent agent who is strictly physical could have presided over the origin of the universe or the origin of life“ („kein intelligenter Akteur, der streng physisch ist, kann den Ursprung des Universums und des Lebens eingeleitet haben“). Die führenden Anhänger haben gegenüber ihren Trägern offengelegt, dass sie glauben, dass der Designer der christliche Gott ist, unter dem Ausschluss aller anderen Religionen.
Jenseits der Debatten darüber, ob Intelligent Design wissenschaftlich ist, geht eine Anzahl Kritiker so weit, zu behaupten, dass die vorhandenen Belege die Design-Hypothese unwahrscheinlich erscheinen lassen. Zum Beispiel fragt sich Jerry Coyne von der Universität von Chicago, warum ein Designer beim Menschen einen Mechanismus zur Herstellung von Vitamin C einbauen würde, ihn dann aber durch das Ausschalten eines seiner Enzyme zerstören würde („give us a pathway for making vitamin C, but then destroy it by disabling one of its enzymes“) und warum er oder sie die Inseln im Ozean nicht mit Reptilien, Säugetieren, Amphibien oder Süßwasserfischen ausstatten würde, obwohl diese Inseln für diese Spezies einen angemessenen Lebensraum bieten würden („stock oceanic islands with reptiles, mammals, amphibians, and freshwater fish, despite the suitability of such islands for these species“). Coyne interpretiert auch den Fakt, dass Fauna und Flora auf diesen Inseln denen des nächstgelegenen Festlands gleichen, obwohl die Umgebung eine völlig andere ist („the flora and fauna on those islands resemble that of the nearest mainland, even when the environments are very different“), als Beleg dafür, dass sie dort nicht von einem Designer platziert wurden. Behe argumentierte im breiteren Kontext in Darwin’s Black Box für das Gegenteil und behauptete, dass die Menschen lediglich nicht fähig wären, die Motive des Designers zu verstehen, so dass solche Fragen nicht endgültig beantwortet werden könnten. Skurriles Design, so Behe, könnte zum Beispiel vom Designer aus künstlerischen Gründen dort platziert worden sein; oder um seine Fähigkeiten zu demonstrieren; für einen noch nicht geklärten praktischen Zweck oder aus einem anderen nicht erfassbaren Grund („have been placed there by the designer… for artistic reasons, to show off, for some as-yet undetectable practical purpose, or for some unguessable reason“). Coyne antwortete darauf, dass im Lichte der Belege das Leben entweder nicht durch Intelligent Design, sondern durch Evolution entstand, oder dass der intelligente Designer ein kosmischer Scherzbold sein muss, der alles so entworfen hat, dass es nach Evolution aussieht („either life resulted not from intelligent design, but from evolution; or the intelligent designer is a cosmic prankster who designed everything to make it look as though it had evolved“).
Die behauptete Notwendigkeit eines Designers für Komplexität stellt auch die Frage, wie das Design des Designers entstand. Intelligent-Design-Befürworter sagen, dass die Frage irrelevant für Intelligent Design ist oder außerhalb seiner Reichweite liegt. Richard Wein setzt dem entgegen, dass unbeantwortete Fragen einer Theorie gegen die von der Erklärung bereitgehaltenen Verbesserungen im Verständnis abgewogen werden müssen. Sich auf ein Etwas zu berufen, das nicht weiter erklärt wird, um den Ursprung von etwas anderem (den Menschen selbst) zu erklären, ist demnach nicht viel mehr als ein Zirkelschluss und die neue Frage, die von der Erklärung aufgeworfen wird, ist so problematisch wie die Frage, welche die Erklärung beantworten soll („must be balanced against the improvements in our understanding which the explanation provides. Invoking an unexplained being to explain the origin of other beings (ourselves) is little more than question-begging. The new question raised by the explanation is as problematic as the question which the explanation purports to answer“). Eine Anzahl von Kritikern sehen die Behauptung, dass der Designer nicht erklärt werden muss, auch nicht als Beitrag zur Erkenntnis an, sondern als letztes Machtwort zum Beenden jeglicher Diskussion beim Hinterfragen der Theorie. Ohne beobachtbare, nachmessbare Belege führt die Frage nach dem Designer des Designers zu einem unendlichen Regress, dem Intelligent-Design-Befürworter nur durch das Ausweichen auf einen religiösen Kreationismus oder durch einen logischen Widerspruch entkommen können.
Außerdem wird mit dem Postulat eines Designers ein zusätzliches Element, das zur Erklärung der Entwicklung des Lebens nicht benötigt wird, eingebracht, es widerspricht demnach dem Sparsamkeitsprinzip.

## Intelligent Design als Bewegung
Die Intelligent-Design-Bewegung entstand aus einer Kampagne des Discovery Institute, um durch den Einsatz von Intelligent-Design-Argumenten in der Öffentlichkeit der USA für weitreichende soziale, akademische und politische Änderungen einzutreten. Die führenden Vertreter der Bewegung sagen, dass Intelligent Design die Beschränktheit der Naturwissenschaft und der weltlichen Philosophie des Naturalismus offenlegt. Intelligent-Design-Befürworter behaupten, dass die Wissenschaft nicht auf den Naturalismus beschränkt werden sollte und nicht die Übernahme einer naturalistischen Philosophie fordern sollte, die alle Erklärungen kurzerhand ablehnt, welche übernatürliche Gründe beinhalten.
Phillip E. Johnson, der als Vater der Bewegung gilt, nannte als Ziel von Intelligent Design, den Kreationismus zu wissenschaftlicher Anerkennung zu bringen. Alle führenden Intelligent-Design-Befürworter sind Assoziierte oder Angestellte des Discovery Institute und seines Center for Science and Culture. Nahezu alle Intelligent-Design-Konzepte und die damit verbundene Bewegung sind das Produkt des Discovery Institute, das die Bewegung führt und seiner wedge strategy nachgeht, während es die daran angeschlossene Teach the Controversy-Kampagne („Die Kontroverse unterrichten“) leitet. Im Juli 2022 sah sich das Discovery Institute mit dem Vorwurf konfrontiert, im Zeichen der wedge strategy ein Filmdokument so verfälscht zu haben, dass der falsche Eindruck entstand, der Evolutionsbiologe Owen Lovejoy habe ein Fossil manipuliert, um eine evolutionsbiologische Grundaussage zu belegen.
Bei führenden Intelligent-Design-Befürwortern finden sich widersprüchliche Aussagen. In öffentlichen Debatten bezeichnen sie Intelligent Design als nicht religiös, während andererseits auf die biblische Grundlage von Intelligent Design hingewiesen wird, sobald konservativ-christliche Unterstützer angesprochen werden.
Barbara Forrest, eine Expertin, die sich ausführlich mit der Bewegung befasst hat, schreibt dies einer Verschleierungstaktik des Discovery Institutes über seine wirklichen Ansichten zu, was demnach eine seiner Grundrichtlinien sei. Sie hat zur Bewegung geschrieben: „[the movement’s] activities betray an aggressive, systematic agenda for promoting not only intelligent design creationism, but the religious world-view that undergirds it.“ („Die Aktivitäten der Bewegung geben eine aggressive, systematische Agenda nicht nur zur Förderung des Intelligent-Design-Kreationismus preis, sondern auch zur religiösen Weltanschauung, die sie untermauert.“)

### Die Religion und die führenden Anhänger
Die Argumente zu Intelligent-Design sind sorgfältig in weltlichen Begriffen formuliert und vermeiden absichtlich, eine Identität des Designers zu postulieren. Phillip E. Johnson hat gesagt, dass die Entwicklung einer Mehrdeutigkeit durch den Einsatz einer weltlichen Sprache bei den Argumenten, die sorgfältig auf die Vermeidung von Beiklängen eines theistischen Kreationismus hin ausgearbeitet wurden, ein notwendiger erster Schritt ist, um letztendlich das christliche Gotteskonzept als Designer wieder einzuführen. Johnson betont „the first thing that has to be done is to get the Bible out of the discussion“ („zuallererst muss die Bibel aus der Diskussion verschwinden“) und „after we have separated materialist prejudice from scientific fact … only then can ‚biblical issues‘ be discussed“ („nachdem wir materialistische Vorurteile von wissenschaftlichen Fakten getrennt haben … erst dann können ‚biblische Angelegenheiten‘ diskutiert werden.“) Johnson ruft Intelligent-Design-Befürworter ausdrücklich dazu auf, ihre religiösen Absichten zu verschleiern, so dass vermieden wird, dass Intelligent Design lediglich als eine weitere Verpackung für die evangelikale christliche Nachricht angesehen wird. Die meisten der Hauptbefürworter von Intelligent Design, einschließlich Michael Behe, William Dembski und Stephen C. Meyer, sind Christen, die erklärt haben, dass in ihren Augen der Designer des Lebens Gott ist. Die übergroße Mehrheit der Intelligent-Design-Befürworter sind evangelikale Protestanten. Phillip E. Johnson, William Dembski und Stephen C. Meyer sind Protestanten, Michael Behe ist römisch-katholisch und Jonathan Wells, ein anderer Hauptvertreter, ist ein Mitglied der Vereinigungskirche, die von Sun Myung Moon geleitet wird.
Die sich widersprechenden Behauptungen von führenden Intelligent-Design-Anhängern dazu, ob Intelligent Design seine Grundlage in religiösen Überzeugungen hat, sind das Resultat ihrer Strategie. Zum Beispiel listet William Dembski in seinem Buch The Design Inference einen Gott oder eine „außerirdische Lebensform“ als zwei Möglichkeiten für die Identität des Designers auf. Jedoch erklärt Dembski in seinem Buch Intelligent Design: the Bridge Between Science and Theology „Christ is indispensable to any scientific theory, even if its practitioners don’t have a clue about him. The pragmatics of a scientific theory can, to be sure, be pursued without recourse to Christ. But the conceptual soundness of the theory can in the end only be located in Christ.“ („Christus ist unverzichtbar für jede wissenschaftliche Theorie, selbst wenn ihre Fachleute keine Ahnung von ihm haben. Der Pragmatik einer wissenschaftlichen Theorie kann selbstverständlich ohne Rückgriff auf Christus nachgegangen werden. Aber die grundsätzliche Stichhaltigkeit der Theorie kann am Ende nur in Christus gefunden werden.“) Dembski hat auch gesagt „ID is part of God’s general revelation…“ („ID ist Teil von Gottes allgemeiner Offenbarung“) „Not only does intelligent design rid us of this ideology (materialism), which suffocates the human spirit, but, in my personal experience, I’ve found that it opens the path for people to come to Christ“ („Nicht nur erlöst uns Intelligent Design von dieser Ideologie, dem Materialismus, die den menschlichen Geist erstickt, sondern, wie ich persönlich festgestellt habe, öffnet es den Leuten den Weg zu Christus.“)
Zwei führende Intelligent-Design-Anhänger, Phillip Johnson und William Dembski, zitieren das Evangelium nach Johannes als Grundlage von Intelligent Design. Barbara Forrest sagt, dass diese Aussagen offenbaren, dass die führenden Anhänger Intelligent Design als grundsätzlich von religiöser Natur ansehen und nicht als ein wissenschaftliches Konzept, das lediglich ganz zufällig Schlussfolgerungen zulässt, die mit ihren persönlichen Glaubensauffassungen übereinstimmen.

### Europa
Der deutsche Kreationist Siegfried Scherer (Wort und Wissen) war bis 2003 Fellow des Discovery Institute, distanziert sich jedoch inzwischen von dessen politischen Zielen. In der europäischen Presse wird nur sporadisch über die Vorgänge in den USA berichtet. N-tv überschrieb einen Bericht über die Entscheidung, in Schulen des US-Bundesstaats Kansas im Biologieunterricht neben der Evolutionstheorie auch Intelligent Design zu behandeln, mit dem Titel „Wo die Erde eine Scheibe ist – Kansas zieht Darwin in Zweifel“.
In Deutschland sympathisieren die Zeugen Jehovas im Allgemeinen mit Intelligent Design, ihr bekanntester Vertreter ist der Genetiker Wolf-Ekkehard Lönnig, Gruppenleiter am Max-Planck-Institut für Züchtungsforschung. Nach Lönnigs Veröffentlichung von Intelligent-Design-Thesen auf den Internetseiten des MPI „kämpfte das Institut um seinen guten Ruf“; das MPI hat seinen Mitarbeitern seitdem die Veröffentlichung persönlicher Ansichten auf der MPI-Site untersagt, wenn sie nicht als solche klar gekennzeichnet seien. Der geschäftsführende Direktor des MPI, Paul Schulze-Lefert, erklärte dazu: „Wir hätten uns lächerlich gemacht, würden wir diese Verquickung von wissenschaftlich abgesicherten Befunden und persönlicher Meinung weiterhin auf unseren Sites dulden.“
In Großbritannien vertreten der Mathematiker John Lennox und der Philosoph Antony Flew Positionen des Intelligent Design.

## Intelligent-Design-Kontroverse

### Gerichtsentscheid
Im Gerichtsverfahren Kitzmiller vs. Dover Area School District (2005) urteilte ein US-amerikanisches Bundesgericht, vertreten vom Bezirksrichter John E. Jones III., dass die Auflage eines öffentlichen Schulbezirks, wonach in naturwissenschaftlichen Fächern Intelligent Design als eine Alternative zur Evolutionstheorie unterrichtet werden muss, den Establishment Clause des ersten Verfassungszusatzes verletzt. Die Basis dieser Entscheidung war seine Schlussfolgerung, dass Intelligent Design keine Wissenschaft und im Wesentlichen religiöser Natur sei.

### Strategien und Standpunkte
Eine Schlüsselstrategie der Intelligent-Design-Bewegung besteht darin, die breite Öffentlichkeit davon zu überzeugen, dass es zwischen Wissenschaftlern eine Debatte darüber gebe, ob sich das Leben evolutionär entwickelt hat, und die Öffentlichkeit, Politiker und kulturellen Leitfiguren zu überzeugen, dass Schulen „die Kontroverse unterrichten“ sollen. Jedoch gibt es keine solche Debatte in der Wissenschaftsgemeinde; nach dem Stand der Forschung ist die Evolution eine Tatsache. Intelligent Design wird weithin als trojanisches Pferd für die Kampagne seiner Befürworter gegen das angesehen, was diese als materialistisches Fundament der Wissenschaft bezeichnen und das nach ihrer Argumentation keinen Platz für die Möglichkeit eines Gottes lässt.
Die Intelligent-Design-Kontroverse dreht sich um drei Fragestellungen:
1. ob Intelligent Design als Wissenschaft eingeordnet werden kann,
2. ob die Belege solche Theorien stützen,
3. ob es angebracht und rechtmäßig ist, solche Theorien in der öffentlichen Schulbildung zu unterrichten.

Von Seiten der Naturwissenschaftler werden alle drei Fragen eindeutig mit nein beantwortet.
Die Unterstützer vertreten den Standpunkt, dass die religiöse Neutralität erfordert, dass in der Schule innerhalb des Biologieunterrichts sowohl die Evolutionstheorie als auch Intelligent Design unterrichtet wird. In ihren Augen diskriminiert der exklusive Unterricht der Evolutionstheorie in unfairer Weise diejenigen, die einen kreationistischen Glauben vertreten. Beides zu unterrichten, so argumentieren die Unterstützer, lässt die Möglichkeit eines solchen Glaubens offen, ohne dass der Staat ihn damit fördert. Viele Intelligent-Design-Anhänger glauben, dass der „Szientismus“ selbst eine Religion ist, die den Säkularismus und Materialismus fördert und versucht, den Theismus aus dem öffentlichen Leben zu löschen. Ihre Arbeit zur Förderung von Intelligent Design sehen sie als einen Weg an, der Religion wieder eine zentrale Rolle in der Bildung und anderen öffentlichen Bereichen zuzugestehen. Einige behaupten, dass diese größere Debatte oftmals der Unterton von Argumenten ist, die für Intelligent Design gemacht werden, obwohl andere anmerken, dass Intelligent Design als eine effektive Bevollmächtigung für den religiösen Glauben der prominenten Intelligent-Design-Befürworter dient, um ihren religiösen Standpunkt in die Gesellschaft hineinzutragen.
Nach den Kritikern hat Intelligent Design keinerlei wissenschaftliche Vorstellung abgeliefert und ist lediglich ein Versuch, eine Religion in öffentlichen Schulen zu unterrichten. Das ist nach der Establishment Clause in der Verfassung der Vereinigten Staaten verboten. Die Kritiker behaupten sogar, dass Intelligent Design die öffentliche Unterstützung für wissenschaftliche Forschung selbst zum Schlechten gewendet hat. Weiterhin, wenn man die Befürworter von „gleicher Zeit für alle Theorien“ beim Wort nehmen würde, gäbe es keine logische Obergrenze für die Anzahl von potentiellen „Theorien“, die man im öffentlichen Schulsystem unterrichten könnte, einschließlich unzweifelhaft alberner wie der „Theorie“ vom Fliegenden Spaghettimonster (eine Parodie auf Intelligent Design). Es gibt unzählbare, sich gegenseitig ausschließende übernatürliche Erklärungen für Komplexität. Intelligent Design bietet keinen Mechanismus, mit dem man darunter irgendwelche ausschließen könnte. Zudem ist Intelligent Design weder beobachtbar noch wiederholbar, was nach Kritikern die wissenschaftliche Bedingung der Falsifizierbarkeit verletzt. Selbst der Intelligent-Design-Befürworter Michael Behe macht das Eingeständnis „You can’t prove intelligent design by experiment.“ Auf Deutsch: „Man kann Intelligent Design nicht experimentell beweisen.“
Die großen christlichen Konfessionen lehnen Kreationismus und Intelligent Design zugunsten der theistischen Evolution ab. Kardinal Schönborn bekräftigte 2005 die offizielle katholische Lehre in dieser Frage in Absprache mit dem Papst erneut. Er sieht „purpose and design in the natural world“ („Zweck und Plan in der Natur“) hat aber „no difficulty … with the theory of evolution [within] the borders of scientific theory“ („keine Schwierigkeit mit der Evolution in den Grenzen der wissenschaftlichen Theorie“). Dabei griff er naturalistische und materialistische Interpretationen der Theorie als unwissenschaftliche Grenzüberschreitungen an und bekräftigte die katholische Position, dass sie mit dem humanistischen und christlichen Menschenbild unvereinbar seien. Er sprach sich gleichzeitig dafür aus, dass es auch an US-Schulen erlaubt sein müsse, über diesen Plan zu sprechen und verwendete dafür den Begriff Intelligent Design. Von dem Vorwurf, damit kreationistische Positionen zu vertreten, distanzierte er sich jedoch. Die Evangelische Landeskirche in Württemberg hat eine Grundsatzerklärung „Zum Kreationismus und zur Theorie eines ‚intelligenten Designs‘“ verfasst, die den Kreationismus ablehnt und angibt, dass kreationistisches Denken "in unlösbare Widersprüche [führt], die zum Verzicht auf den fruchtbaren Dialog zwischen Naturwissenschaft und Theologie zwingen". Hinter den Vorstellungen eines Intelligent Design stehe eine Sichtweise auf Glauben und Wissenschaft, mit der "wesentliche Grundlagen des reformatorischen Denkens aufgegeben [werden]". Kreationismus soll aus der Evangelischen Kirche jedoch nicht durch Abgrenzung verdrängt, sondern "argumentativ und durch Vertiefung des Glaubens überwunden werden".
Intelligent-Design-Kritiker sagen auch, dass die Intelligent-Design-Doktrin die Kriterien für wissenschaftliche Belege nicht erfüllt, den Daubert-Standard, der von den meisten amerikanischen Gerichten benutzt wird. Er regelt, welche Belege in US-Bundes- und den meisten Landesgerichten als wissenschaftlich anerkannt werden. Die vier Daubert-Kriterien sind:
- Der theoretische Unterbau der Methoden muss überprüfbare Vorhersagen machen, durch welche die Theorie falsifiziert werden könnte.
- Die Methoden sollten vorzugsweise in einem Fachjournal mit Peer-Review veröffentlicht worden sein.
- Es sollte eine bekannte Fehlerrate geben, die benutzt wird, um Ergebnisse zu bewerten.
- Die Methoden sollten dem Stand der Forschung entsprechen, d. h. in der Wissenschaftsgemeinde allgemein anerkannt sein.

In der Entscheidung in Kitzmiller v. Dover Area School District am 20. Dezember 2005 stimmte der Richter John E. Jones III der Anklage zu und entschied „we have addressed the seminal question of whether ID is science. We have concluded that it is not, and moreover that ID cannot uncouple itself from its creationist, and thus religious, antecedents“ („Wir haben die grundlegende Frage angesprochen, ob ID eine Wissenschaft ist. Wir haben geschlussfolgert, dass das nicht der Fall ist und außerdem, dass ID sich von den kreationistischen und damit religiösen Vorläufern nicht abkoppeln kann“). Nach dem Urteil erhielt der Richter Morddrohungen und musste von US-Marshals beschützt werden.

### Intelligenz als beobachtbares Merkmal
Die Wendung Intelligent Design setzt voraus, dass beobachtbare Intelligenz eine abgrenzbare Eigenschaft ist, es gibt jedoch für ein solches Konzept keine in der Wissenschaft anerkannte Definition. William Dembski zum Beispiel schrieb: „Intelligence leaves behind a characteristic signature“ („Intelligenz hinterlässt eine charakteristische Signatur“). Die Intelligent-Design-Befürworter nehmen an, dass es solche charakteristischen Eigenschaften der Intelligenz gibt und dass sie beobachtbar sind, ohne Bemessungskriterien für diese Intelligenz anzugeben. Stattdessen stellt Dembski fest: „in special sciences ranging from forensics to archaeology to SETI (the Search for Extraterrestrial Intelligence), appeal to a designing intelligence is indispensable“ („in einigen Fachrichtungen der Wissenschaft, von Forensik über Archäologie zu SETI, sind Schemata, mit denen auf Design durch eine Intelligenz geschlossen werden kann, unentbehrlich“). Wie diese Schemata aussehen sollen und was sie bezüglich der Definition der Intelligenz aussagen, sind Themen, die größtenteils nicht angesprochen werden. Seth Shostak, ein Forscher des SETI Institute, behauptet das Gegenteil von Dembski. Nach seiner Darstellung leiten die Intelligent-Design-Befürworter ihre Schlussfolgerungen aufgrund von Komplexität her – wobei das Argument ist, dass einige biologische Systeme zu komplex sind, als dass sie durch natürliche Vorgänge hätten entstehen können – während die SETI-Forscher hauptsächlich nach Signalen künstlichen Ursprungs suchen würden.
Einige Skeptiker haben kritisch auf Herausforderungen für Intelligent Design verwiesen, die sich aus dem Feld der Künstlichen Intelligenz ergeben. Die Kritik ist ein Konter gegen Behauptungen von Intelligent Design darüber, was ein Design intelligent macht, konkret „no preprogrammed device can be truly intelligent, that intelligence is irreducible to natural processes“ („kein vorprogrammiertes Gerät kann wirklich intelligent sein, Intelligenz ist nicht auf natürliche Vorgänge reduzierbar“).

#### Unwahrscheinlichkeit und Unmöglichkeit
Die Unwahrscheinlichkeit eines gegebenen Szenarios kann nicht notwendigerweise als Anzeichen dafür interpretiert werden, dass dieses Szenario nicht durch Zufall zustande gekommen sei:

“Rarity by itself shouldn’t necessarily be evidence of anything. When one is dealt a bridge hand of thirteen cards, the probability of being dealt that particular hand is less than one in 600 billion. Still, it would be absurd for someone to be dealt a hand, examine it carefully, calculate that the probability of getting it is less than one in 600 billion, and then conclude that he must not have been [randomly] dealt that very hand because it is so very improbable.”

„Seltenheit alleine sollte nicht notwendigerweise ein Beleg für überhaupt irgendetwas sein. Wenn ein Bridge-Blatt, bestehend aus dreizehn Karten, gegeben wird, ist die Wahrscheinlichkeit für genau dieses Blatt weniger als eins zu 600 Milliarden. Trotzdem wäre es absurd, wenn jemand schließen würde, dass er ein Blatt nicht zufällig erhalten haben kann, weil er es sich sorgfältig angesehen und ausgerechnet hat, dass die Wahrscheinlichkeit, es zu bekommen, weniger als eins zu 600 Milliarden ist.“

## Filmdokumentation
Der Dokumentarfilm Judgment Day: Intelligent Design on Trial beschreibt die Hintergründe der Entscheidung Kitzmiller vs. Dover.

## Satire
Mittlerweile hat ID eine ganze Reihe von Parodien hervorgerufen, die willkürliche Thesen durch die satirisch überzeichnete Vorgabe einer Seriosität in der Kommunikation nach außen wissenschaftlich erscheinen lassen. Gegenbewegungen wie Unintelligent Design und Intelligent Falling wollen auf diese Weise Aufmerksamkeit erlangen und Unstimmigkeiten in der Logik des Intelligent Designs ironisch entlarven. Zu großer Popularität hat hierbei insbesondere das Fliegende Spaghettimonster beigetragen, dessen Erfinder in einem offenen Brief an das Kansas School Board, in dem er unter anderem einen Zusammenhang zwischen Erderwärmung und Abnahme der Piraten auf der Erde herstellt, forderte, neben ID auch das Fliegende Spaghettimonster zu lehren.